# Череповец I
Черепове́ц I — железнодорожная станция Вологодского региона Северной железной дороги в городе Череповце Вологодской области. Главный железнодорожный вокзал города. Адрес вокзала: 162608, Россия, Вологодская область, г. Череповец, Завокзальная ул., 9.

## История
Железная дорога Санкт-Петербург — Вологда проложена в 1905 году. В сентябре того же года открыто временное движение поездов, а с 1 октября — постоянное. По другой версии движение на станции было открыто только в 1906 году.
К середине XX века пассажиропоток сильно возрос, и вокзальное здание не справлялось с нагрузкой. В 1950-х годах на другой стороне улицы от старого вокзала было построено новое двухэтажное здание, где разместились кассы ,справочной бюро и рабочие кабинеты сотрудников дороги.
На 1981 год на станции производились приём и выдача грузов на подъездных путях, повагонными отправками складского хранения и открытого хранения в местах общего пользования и контейнерами массой 3−5 т, для чего имелись подъёмные устройства грузоподъёмностью 6−10 т. Также велась продажа билетов на поезда местного и дальнего следования с приёмом и выдачей багажа. В 1982 году станция электрифицирована в составе участка Лоста — Кошта.
В 2004 году началась реконструкция вокзала, в результате которой к 2008 году к основному зданию была выполнена 53-метровая пристройка с трёхэтажной средней частью. Тогда же на средства города была реконструирована Привокзальная площадь. На 2016 год пассажиропоток через станцию составлял 1518 человек в сутки.

## Описание
Станция Череповец I находится в городе Череповец Вологодской области и расположена на линии Вологда I — Подборовье Северной железной дороги. Станция электрифицирована переменным током напряжением 25 кВ.
Вокзал Череповца находится по адресу Завокзальная улица, дом 11 и относится ко 2-му классу и имеет вместимость 900 человек, действует багажное отделение.